# مخ‌تعطیل
مخ‌تعطیل (به انگلیسی: Braindead) فیلمی ۱۰۳ دقیقه‌ای به کارگردانی پیتر جکسون با بازی تیم بالم محصول کشور نیوزلند است.